# Михаїл VII
Михаїл VII Дука чи Парапінак, (грец. Μιχαὴλ Ζ' Δούκας Παραπινάκης, 1059 — 1090) — імператор Візантії з 1067 по 1078 роки.

## Біографія
Михайло VII був сином Костянтина X і Євдокії Макремболітісси. У молоді роки носив титул співімператора разом з братами Андроніком і Костянтином. Вихованням його займався відомий учений та історик Михайло Пселл. Михайло VII зійшов на трон у 20-річному віці, відразу після розгрому візантійської армії при Манцікерті, в ході якого потрапив у полон його вітчим-співправитель Роман IV Діоген. Роман IV, проте, звільнився з полону і намагався повернути собі престол. Однак це йому не вдалося.  Роман Діоген змушений податися в монахи, за що отримав гарантію особистої безпеки. Все ж його осліпили і так невміло, що він незабаром помер. Михайло VII присвячував свій час вивченню риторики і писанню віршів, а управління залишив у руках своїх радників, яким він цілком довіряв.
Слабкість Михайла і ненаситність його міністрів були небезпечні для імперії. Результатом анархії була втрата Барі, останнього володіння Візантії в Італії, норманам у 1071 році. У 1074 році сельджуки також відвойовують собі частину Малої Азії, яку імператор не зміг захистити. Однак сельджуки допомогли імператору проти претендента на престол, Івана Дуки, отримавши за це ще частину Малої Азії. Нове повстання підняв Никифор Врієній, якого проголосили імператором. У 1077 році він вступив до Адріанополя, а брат його Іван підійшов до самого Константинополя, проте змушений був відступити.
У 1078 році Михайлу знову доводилося рахуватися з іншим заколотом, що виник на сході, там імператором проголосили генерала Никифора Вотаніата. За нього була сильна партія і в столиці, що складалася з незадоволених експропріацією церковних маєтків. У березні 1078 року Никифор Вотаніат підступив до Нікеї, а 25 числа цього ж місяця багато духовних лідерів і сенаторів проголосили його вже у Константинополі імператором. 31 березня бунтівники зайняли палац. Михайла насильно вигнали в ченці і відправили до монастиря, де він через деякий час навіть був висвячений у ефеські митрополити. Його колишня дружина, грузинська царівна Марія, незабаром одружилася з новим імператором Вотаніатом.
Його прізвисько Парапінак (мінус четвертина) походить від того, що він наказав за ті самі гроші продавати лише 3/4 кількості пшениці.